# المحقق كونان: تباعات الشمس الجهنمية
المحقق كونان: تبَّاعات الشمس الجهنَّميَّة (名探偵コナン 業火の向日葵 Meitantiei Conan Gouka no Himawari) هو الفيلم التاسع عشر من سلسلة أفلام أنمي المحقق كونان، والذي تم عرضه في السينيما اليابانية في 18 أبريل 2015. وعرض بالدبلجة العربية بإسم بين أزهار الشمس والرماد في 29 فبراير عبر منصة تطبيق سبيس تون غو

## القصة
يضع كايتو كد عينيه على لوحة لتباعات شمس بواسطة ڤان گوخ قد أعيد إظهارها للعلن مؤخرًا، وفجأة يظهر كايتو كد ليسرق اللوحة الفنية. ويعلن عن اللوحة في نيويورك فأضطرت عائلة سوزوكي للسفر بالطائرة اثناء السفر يقفز كايتو كد بداخل الطائرة ويتنكر بزي شينتشي كودو ويسرق اللوحة ويقفز من الطائرة وتبدأ الأثارة عندما بتبعه كونان إيدوغاوا لأخذ اللوحة.

## الشخصيات

### شخصيات رئيسية
| الشخصية            | الوصف                                                                            | العُمر | الأداء الصوتي     |
| ------------------ | -------------------------------------------------------------------------------- | ----- | ----------------- |
| كونان إيدوغاوا     | الشخصية الرئيسية، شينتشي كودو المُحقق الشهير في المرحلة الثانوية بعد أن تقلص جسده | 7     | مينامي تاكاياما   |
| سينشي كودو         | كونان إيدوغاوا بجسده الطبيعي                                                     | 17    | كابيه ياماغتشي    |
| ران موري           | صديقة شينچي المُقرَّبة وابنة المتحري كوغورو موري                                    | 17    | واكانا يامازاكي   |
| كوغورو موري        | مُتحرٍّ خاص وله شعبية كبيرة جدًّا                                                     | 38    | أكيرا كاميا       |
| هيروشي أغاسا       | عجوز صاحب درجة دكتوراه ومُخترع كبير، وهو الذي اخترع جميع أجهزة كونان إيدوغاوا     | 52    | كينيتشي أوغاتا    |
| آي هايبارا         | عالمة سابقة لدى المنظمة السوداء، تقلص جسدها إلى جسد طفلة                         | 7     | ميغومي هاياشيبارا |
| أيومي يوشيدا       | زميلة كونان في المدرسة وعضوة في فريق المتحرين الصغار                             | 7     | يوكيكو إيواي      |
| ميتسوهيكو تسوباريا | زميل كونان في المدرسة وعضو في فريق المتحرين الصغار                               | 7     | إيكوي أوتاني      |
| غينتا كوجيما       | زميل كونان في المدرسة وعضو في فريق المتحرين الصغار                               | 7     | واتارو تاكاغي     |
| سونوكو سوزوكي      | زميلة ران وصديقتها المفضلة منذ طفولتها                                           | 17    | ناوكو ماتسوي      |
| المفتش ميغوري      | محقق في قسم التحقيق الأول في شرطة طوكيو العاصمة                                  | 40/50 | چافورين           |
| كايتو كد           | لص نبيل (كايتو) وفنان في الخدع السحرية                                           | 17    | هيديوكي تاناكا    |
| گينزو ناكاموري     | مفتش في شرطة طوكيو العاصمة، دائما يسعى للقبض على كايتو لكن دون جدوى              | 41    | أنشو إيشيزكا      |
| جيروكيچي سوزوكي    | ابن عم والد سونوكو، رجل أعمال غني جدًّا                                            | 72    | كوسيه توميتا      |

## وصلات خارجية
- المحقق كونان: تباعات الشمس الجهنمية على موقع IMDb (الإنجليزية)
- المحقق كونان: تباعات الشمس الجهنمية على موقع Turner Classic Movies (الإنجليزية)
- المحقق كونان: تباعات الشمس الجهنمية على موقع فيلمافينيتي (الإسبانية)
- المحقق كونان: تباعات الشمس الجهنمية على موقع قاعدة بيانات الفيلم (الإنجليزية)
- المحقق كونان: تباعات الشمس الجهنمية على موقع ليتربوكسد (الإنجليزية)
- المحقق كونان: تباعات الشمس الجهنمية على موقع كينوبويسك (الروسية)
- المحقق كونان: تباعات الشمس الجهنمية على موقع ANN anime (الإنجليزية)